# Parris Island
Parris Island is een plaats (census-designated place) in de Amerikaanse staat South Carolina, en valt bestuurlijk gezien onder Beaufort County.
Het wordt genoemd in het nummer Goodnight Saigon van de Amerikaanse zanger Billy Joel. Parris Island is een trainingscentrum van het U.S. Marine Corps sinds 1 november 1915.

## Demografie
Bij de volkstelling in 2000 werd het aantal inwoners vastgesteld op 4841.

## Geografie
Volgens het United States Census Bureau beslaat de plaats een oppervlakte van
50,8 km², waarvan 31,5 km² land en 19,3 km² water. Parris Island ligt op ongeveer 1 m boven zeeniveau.

## Plaatsen in de nabije omgeving
De onderstaande figuur toont nabijgelegen plaatsen in een straal van 20 km rond Parris Island.

## Geboren in Parris Island
- John Phillips (1935-2001), zanger, gitarist, en songwriter (The Mamas and the Papas)